# Suszka (biurowa)

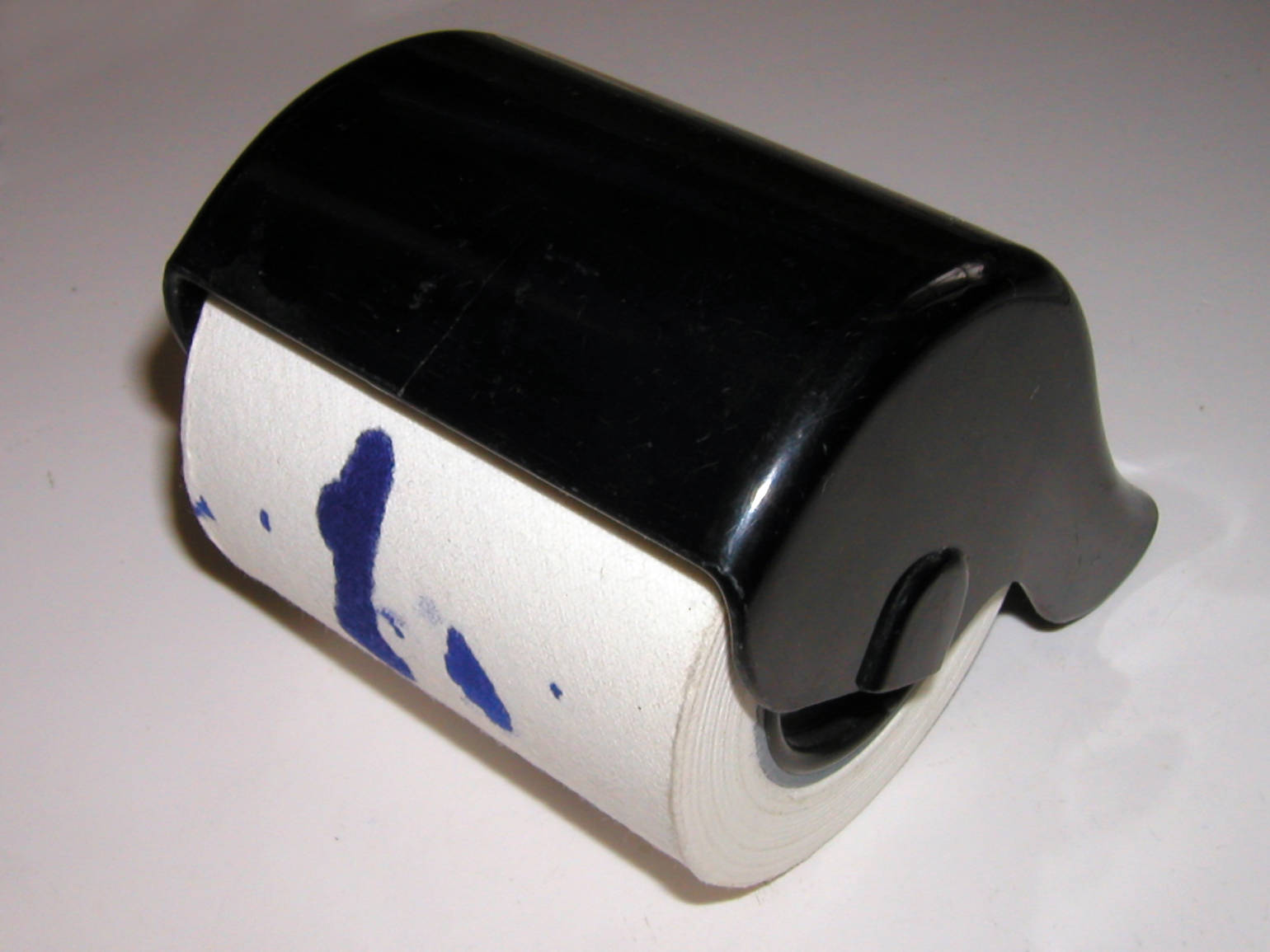
Suszka rolkowa

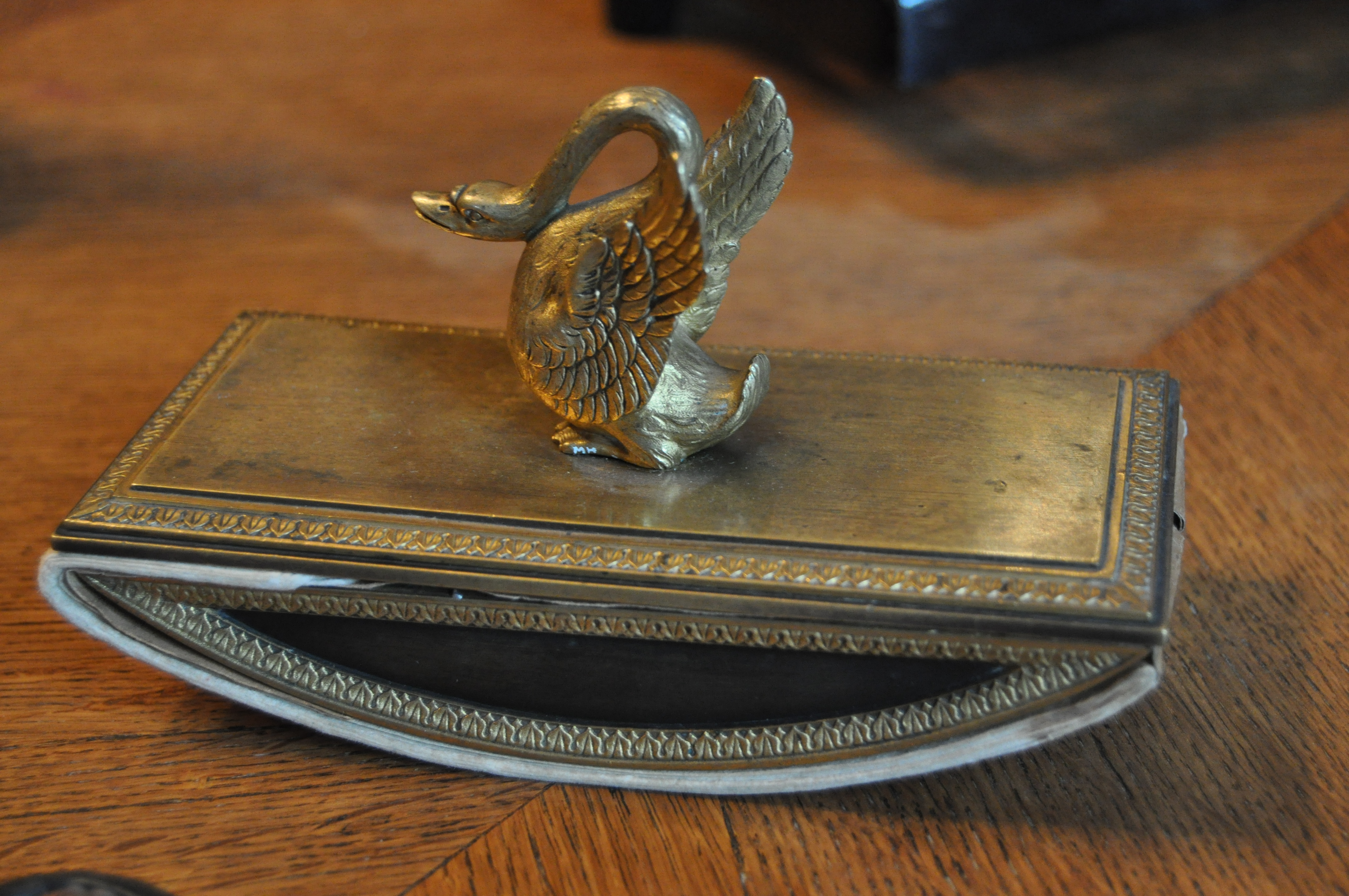
Suszka kołyskowa

Suszka – przyrząd piśmienny, służący do szybkiego usuwania nadmiaru atramentu i osuszania świeżo napisanego tekstu.
Istnieje kilka odmian suszki, jak m.in.:
- rolkowa: bibuła zamocowana jest na walcu, który osadzony jest w obudowie ułatwiającej jego przetaczanie po osuszanym papierze;
- kołyskowa: bibuła zamocowana jest na półokrągłej powierzchni z uchwytem na płaskiej stronie.

A także ich wariacje np. ze sztucznym kamieniem jako materiałem absorbującym atrament czy z tkaniną umocowaną w formie taśmy na wałkach.
Przed rozpowszechnieniem bibuły schnięcie atramentu przyśpieszano poprzez posypywanie tekstu drobnym piaskiem (z pojemnika przypominającego solniczkę).
Suszka bywa nazywana bibularzem, choć niektórzy językoznawcy uważają to za błąd.